# Тральщики-искатели мин типа «Хант»
Тральщики-искатели мин типа «Хант» (официально «противоминные корабли типа Hunt», англ. Hunt class mine countermeasures vessels) — тип противоминных кораблей британской постройки конца 1970—1980-х годов. Состоит на вооружении Королевского флота и ВМС Греции.

## История постройки
В момент появления в начале 1980 года они были самыми большими кораблями, построенными из стеклопластика и последними с дизелями Napier Deltic. Все были построены верфью Vosper Thornycroft в Вулстон, кроме HMS Cottesmore и HMS Middleton, построенных Yarrow Shipbuilders в Клайде. Последним был спущен на воду HMS Quorn.

## Внешние признаки
Корабль длиннополубачной конструкции, с высоким надводным бортом, малой седловатостью в носу, прямым слабо наклонным форштевнем, транцевой наклонной кормой. В корму от миделя хорошо выражена круглоскулость. На баке в первой позиции зенитный автомат, за ним вьюшка. Единственная надстройка сдвинута в нос от миделя. Ходовая рубка закрытого типа, с крыльями мостика по бортам. На надстройке в корму от ходовой рубки башеннообразная мачта. За ней единственная дымовая труба, вертикальная, овального сечения, с сужением кверху и черным оголовком. В корму от трубы антенны радиоэлектронного вооружения и грузовые стрелы. Далее до транца - ростры для хранения противоминного вооружения, полностью занимающего ют.

## Характеристика
Возможности последних восьми кораблей типа «Хант» были существенно повышены установкой ГАС миноискания типа 2193 (взамен М193) и системы управления NAUTIS 3. По утверждению разработчика, гидролокаторы 2193 превосходят по возможностям любые существующие станции миноискания, и способны обнаруживать и классифицировать объекты размером с футбольный мяч на дистанции до 1000 метров. В конце 2007 года, на учениях «Нептун Уорриор» в Шотландии, HMS Chiddingfold использовал новую систему уничтожения мин Seafox, принятую на вооружение Королевского флота. По заявлению Министерства обороны, Seafox, это «новейшая система типа „выстрелил и забыл“, способная уничтожать мины на глубине до 300 метров».

## Представители
| Название         | Номер вымпела    | Верфь               | Спуск на воду    | Вступление в строй | Порт приписки    | Статус (2006)                       |
| Королевский флот | Королевский флот | Королевский флот    | Королевский флот | Королевский флот   | Королевский флот | Королевский флот                    |
| ---------------- | ---------------- | ------------------- | ---------------- | ------------------ | ---------------- | ----------------------------------- |
| HMS Brecon       | M29              | Vosper Thornycroft  | 1978             | 1980               | HMS Raleigh      | Учебный корабль                     |
| HMS Ledbury      | M30              | Vosper Thornycroft  | 1979             | 1981               | Портсмут         | В строю                             |
| HMS Cattistock   | M31              | Vosper Thornycroft  | 1981             | 1982               | Портсмут         | В строю                             |
| HMS Cottesmore   | M32              | Yarrow Shipbuilders | 1982             | 1983               | Портсмут         | Запланирован для продажи Литве      |
| HMS Brocklesby   | M33              | Vosper Thornycroft  | 1982             | 1982               | Портсмут         | В строю                             |
| HMS Middleton    | M34              | Yarrow Shipbuilders | 1983             | 1984               | Портсмут         | В строю                             |
| HMS Dulverton    | M35              | Vosper Thornycroft  | 1982             | 1983               | Портсмут         | Запланирован для продажи в Литве    |
| HMS Bicester     | M36              | Vosper Thornycroft  |                  | 1988               |                  | Продан Греции, в строю как Europa   |
| HMS Chiddingfold | M37              | Vosper Thornycroft  | 1983             | 1984               | Портсмут         | В строю                             |
| HMS Atherstone   | M38              | Vosper Thornycroft  | 1986             | 1986               | Портсмут         | В строю                             |
| HMS Hurworth     | M39              | Vosper Thornycroft  | 1984             | 1985               | Портсмут         | В строю                             |
| HMS Berkeley     | M40              | Vosper Thornycroft  |                  | 1986               |                  | Продан Греции, в строю как Kallisto |
| HMS Quorn        | M41              | Vosper Thornycroft  | 1988             | 1989               | Портсмут         | В строю                             |
| ВМС Греции       |                  |                     |                  |                    |                  |                                     |
| Europa           | M62              | Vosper Thornycroft  |                  | 2001               | Саламис          | В строю                             |
| Kallisto         | M63              | Vosper Thornycroft  |                  | 2000               | Саламис          | В строю                             |